# Mantoida schraderi
Mantoida schraderi es una especie de mantis de la familia Mantoididae.

## Distribución geográfica
Se encuentra en Costa Rica y Panamá.